# Chrysopa altaica
Chrysopa altaica is een insect uit de familie van de gaasvliegen (Chrysopidae), die tot de orde netvleugeligen (Neuroptera) behoort. 
Chrysopa altaica is voor het eerst wetenschappelijk beschreven door Hölzel in 1967.